# Кунике, Адольф Фридрих
Адо́льф Фридри́х Куни́ке (нем. Adolph Friedrich Kunike; 25 февраля 1777, Грайфсвальд — 17 апреля 1838, Вена) — немецко-австрийский гравёр, художник и издатель.
После учёбы и получения степени кандидата наук в 1804 году поступил на учёбу в Венскую академию художеств, где обучался искусству литографии непосредственно у её изобретателя Алоиза Зенефельдера. С 1808 по 1810 годы изучал историческую живопись в Риме. В 1816 году в Мюнхене Кунике вновь встретился с Алоизом Зенефельдером, который помог ему в 1817 г. открыть собственную литографическую мастерскую. Наряду с портретами создал также многочисленные видовые гравюры, основываясь на работах известных художников своего времени (в частности, Якоба Альта). Наиболее известным продуктом этой мастерской стала созданная Кунике в 1820—1826 гг. серия «264 вида Дуная» (нем. 264 Donau-Ansichten).

## Ссылки

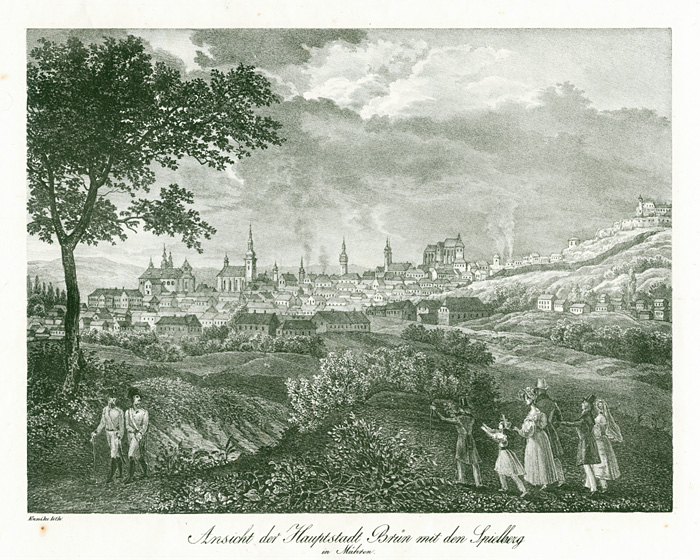
Гравюра Кунике «Панорама Брюнна»